# Teloxys aristata
Teloxys aristata är en amarantväxtart som först beskrevs av Carl von Linné och fick sitt nu gällande namn av Horace Bénédict Alfred Moquin-Tandon. 
Teloxys aristata ingår i släktet Teloxys och familjen amarantväxter. Inga underarter finns listade i Catalogue of Life.